# Waldemar Matysik
Waldemar Józef Matysik (ur. 27 września 1961 w Stanicy) – polski piłkarz, pomocnik. Zdobywca trzeciego miejsca na MŚ 1982, trzykrotny mistrz Polski.

## Kariera klubowa
Matysik jest wychowankiem Orła Stanica. Następnie występował w Carbo Gliwice. Seniorską karierę zaczynał w Górniku Zabrze. Z zabrzańskim zespołem trzykrotnie zdobywał mistrzostwo Polski (1985, 1986, 1987). Po trzecim tytule odszedł do francuskiego AJ Auxerre, w 1990 został zawodnikiem Hamburger SV, gdzie grał do 1993. Karierę kończył w klubach niższych lig niemieckich, grając w takich zespołach jak Wuppertaler SV oraz Rot-Weiss Essen. Obecnie prowadzi szkółkę piłkarską w Niemczech.

## Kariera reprezentacyjna
W reprezentacji debiutował 19 listopada 1980 w meczu z Algierią. Był największym odkryciem w polskiej kadrze na MŚ 82, jako specjalista od czarnej roboty idealnie uzupełniał gwiazdy drużyny – Zbigniewa Bońka i Janusza Kupcewicza. Po pierwszej połowie meczu o trzecie miejsce (z Francją) nie był w stanie grać dalej i zastąpił go Roman Wójcicki. Występ na mundialu przypłacił ciężką chorobą, jednak po przerwie wrócił do piłki i reprezentacji – w 1986 zagrał ponownie na mistrzostwach świata, tym razem bez sukcesu. W reprezentacji narodowej do 1989 rozegrał łącznie 55 meczów.
W 2014 został członkiem Klubu Wybitnego Reprezentanta.